# توماس هنتر (أكاديمي)
توماس هنتر (بالإنجليزية: Thomas Hunter)‏ هو عالم نفس نيوزيلندي، ولد في 28 فبراير 1876، وتوفي في 20 أبريل 1953.